# Maurice del Valle
Alfred Marie Maurice Napoléon François de Paule del Valle (Párizs, 1883. április 25. – Párizs, 1965. szeptember 13.) francia jégkorongozó, olimpikon.
Az 1924. évi téli olimpiai játékokon játszott a jégkorongtornán. A francia csapat a B csoportba került. Első mérkőzésükön kikaptak a britektől 15–2-re, majd az amerikaiaktól egy megsemmisítő 22–0-s vereség, végül legyőzték a belgákat 7–5-re. 2 pontjukkal nem jutottak be a négyes döntőbe. Ő csak egy mérkőzésen játszott, mint kapus, a britek ellen.
A párizsi Club des Patineurs de Paris és CSHP voltak a klubcsapatai. 1912-ben francia bajnok volt.